# لارس سونک
لارس سونک (فنلاندی: Lars Sonck؛ ‏ ۱۰ اوت ۱۸۷۰ – ۱۴ مارس ۱۹۵۶) معمار اهل فنلاند بود. او در سال ۱۸۹۴ از دانشگاه صنعتی هلسینکی فارغ‌التحصیل شد و بلافاصله برنده یک مسابقه بزرگ طراحی کلیسا در تورکو شد. این کلیسا به سبک رایج نئوگوتیک طراحی شده است.

## نگارخانه

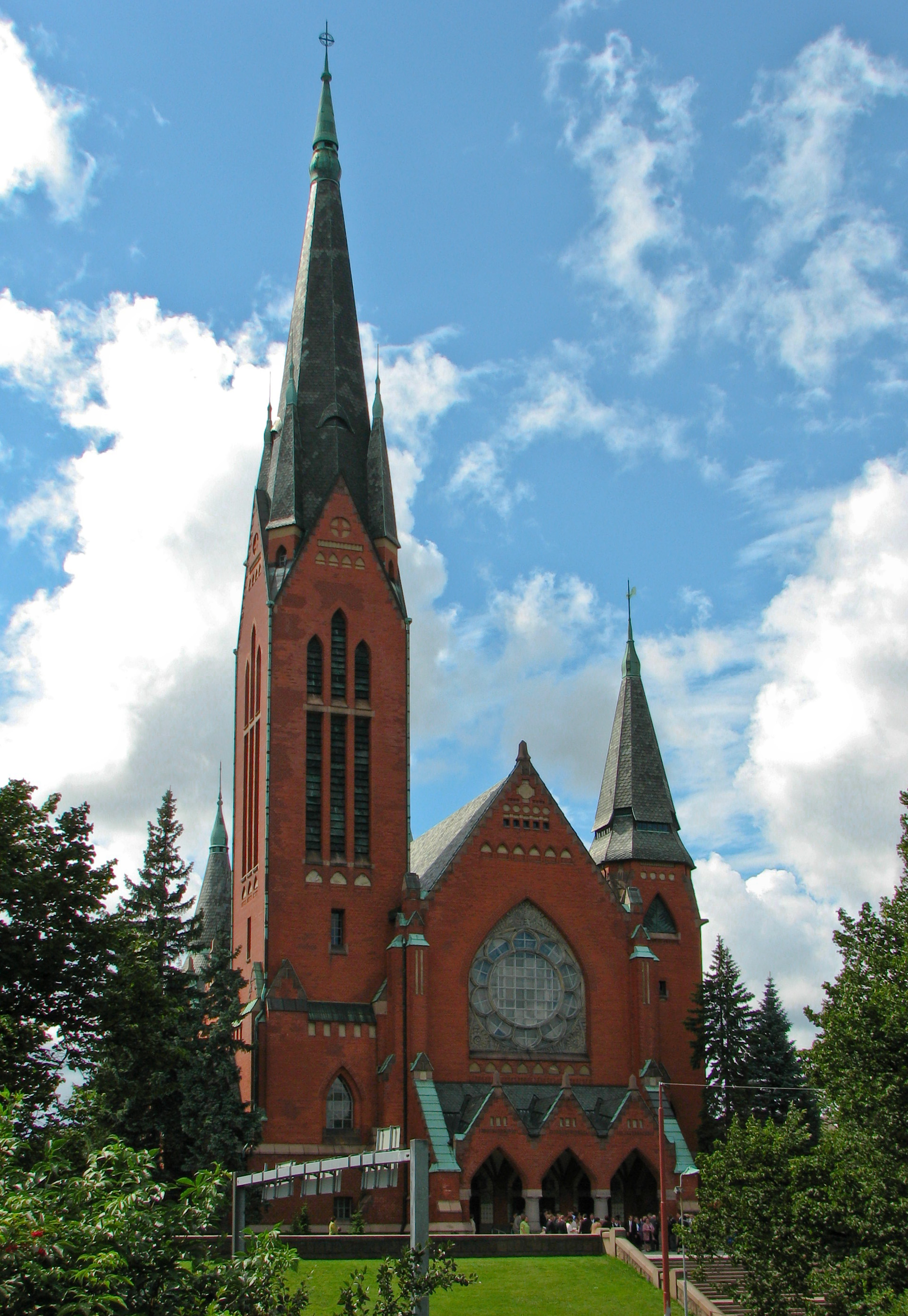
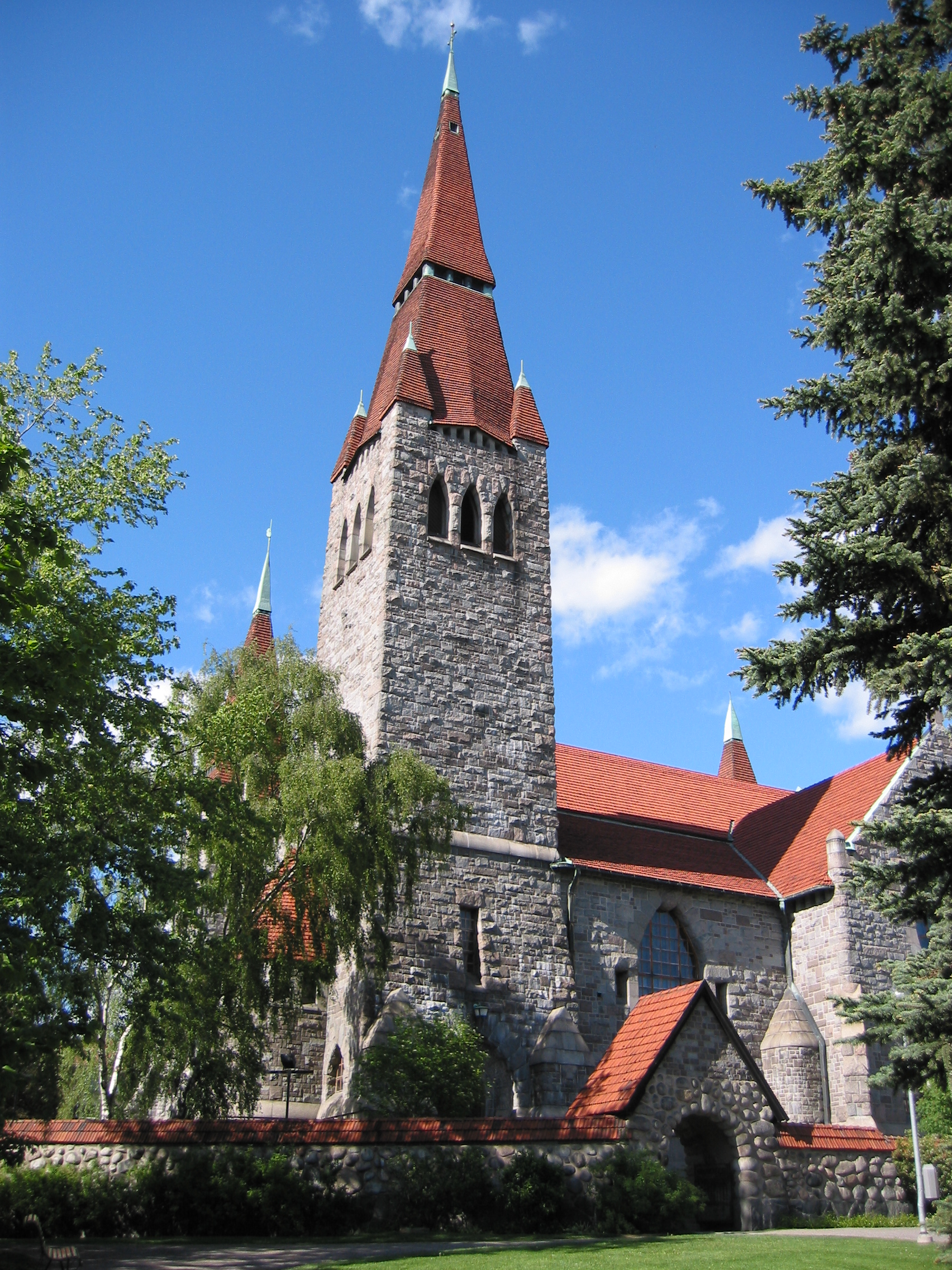
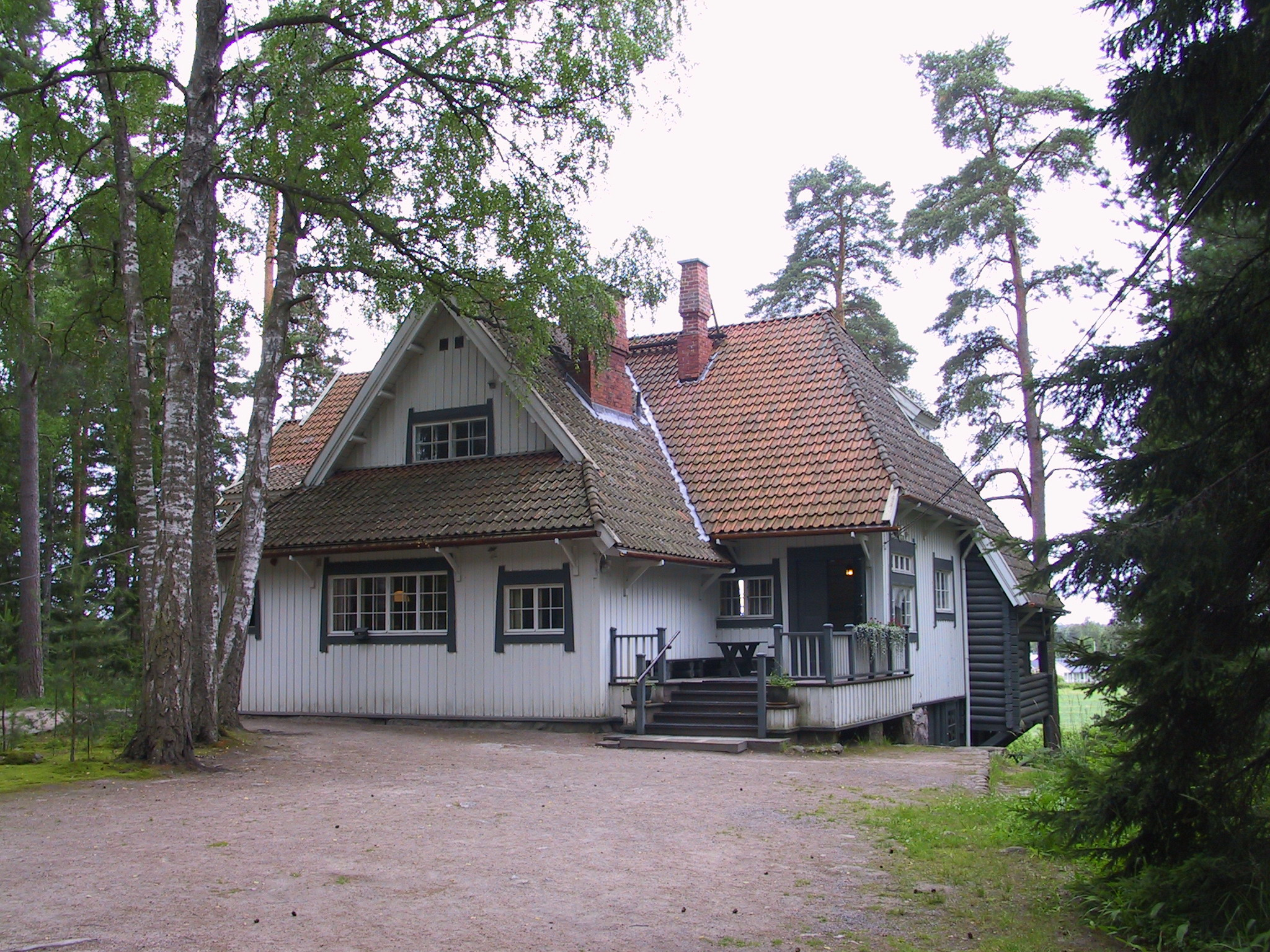
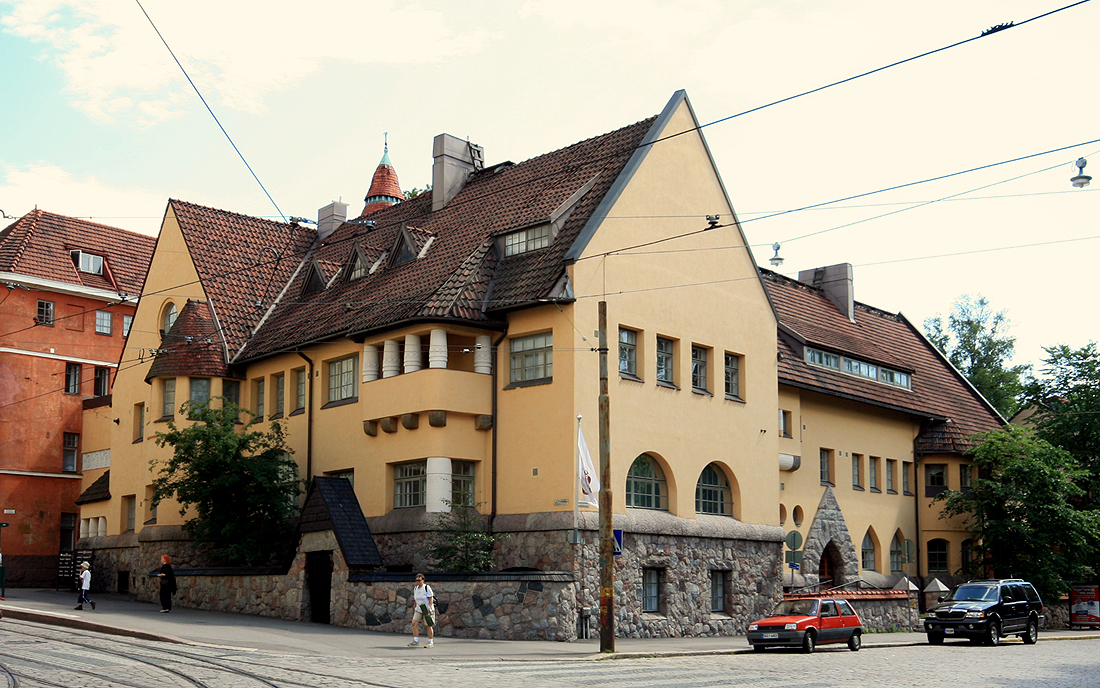
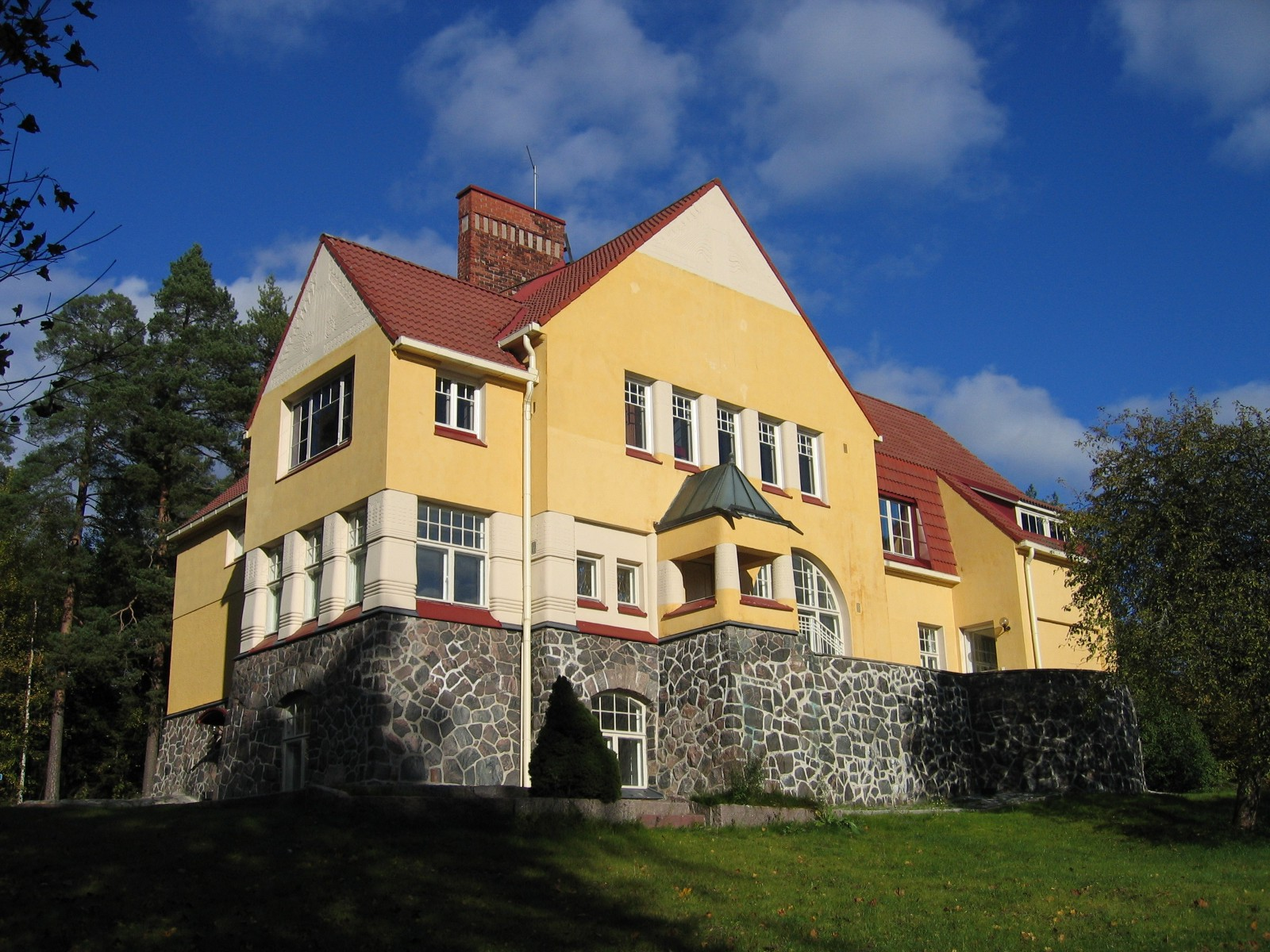
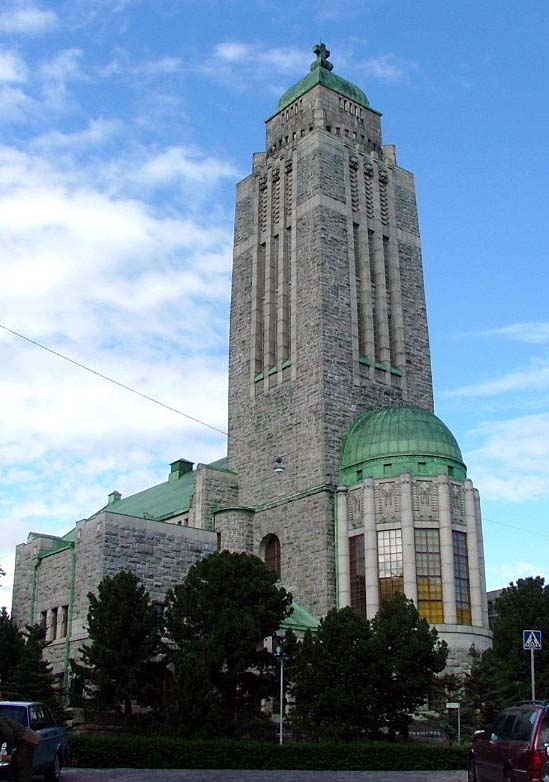
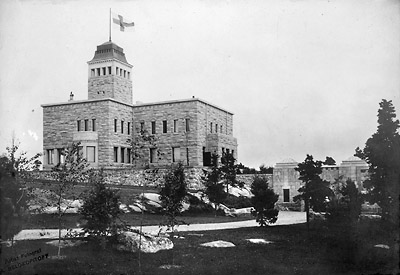
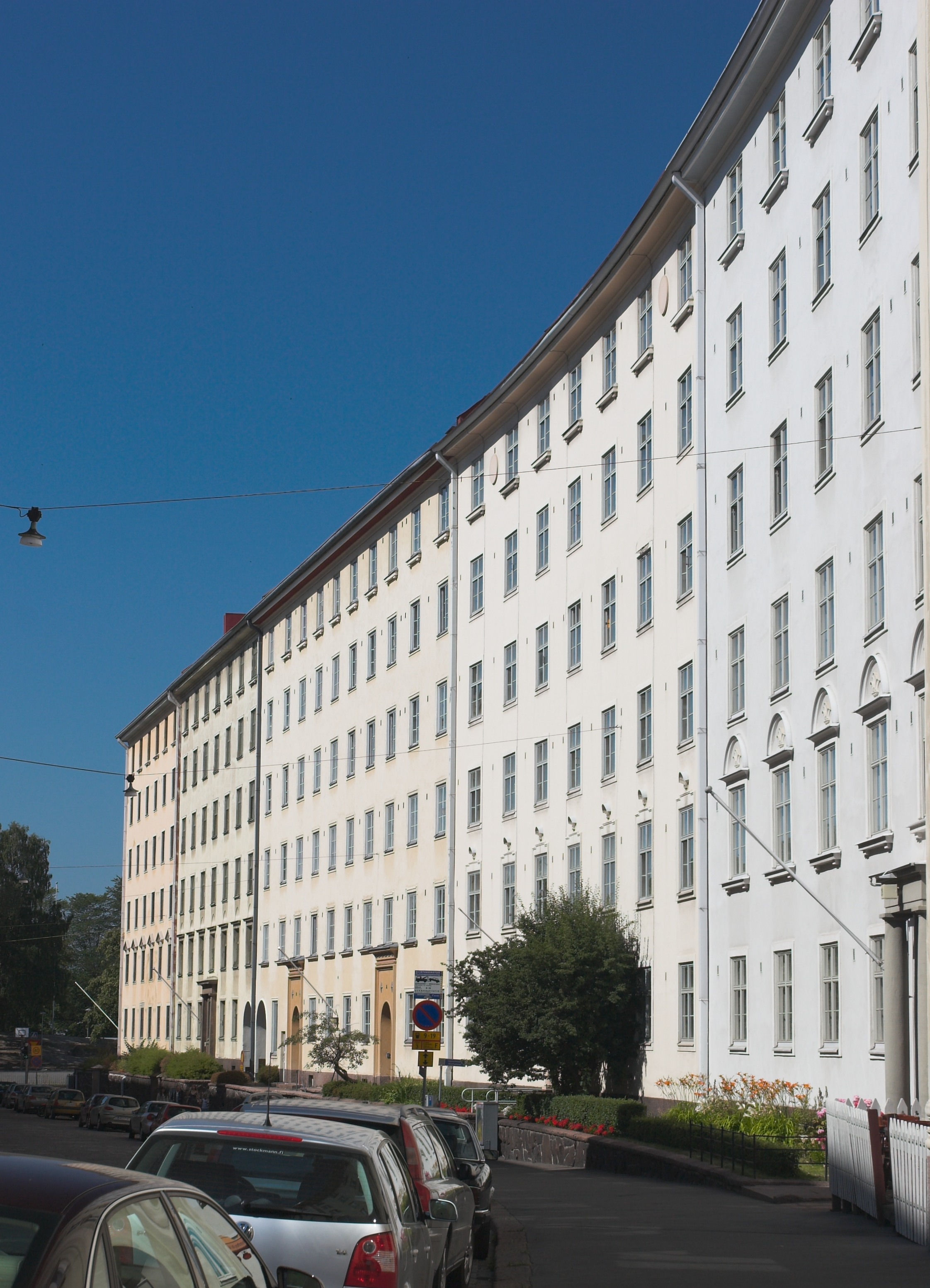
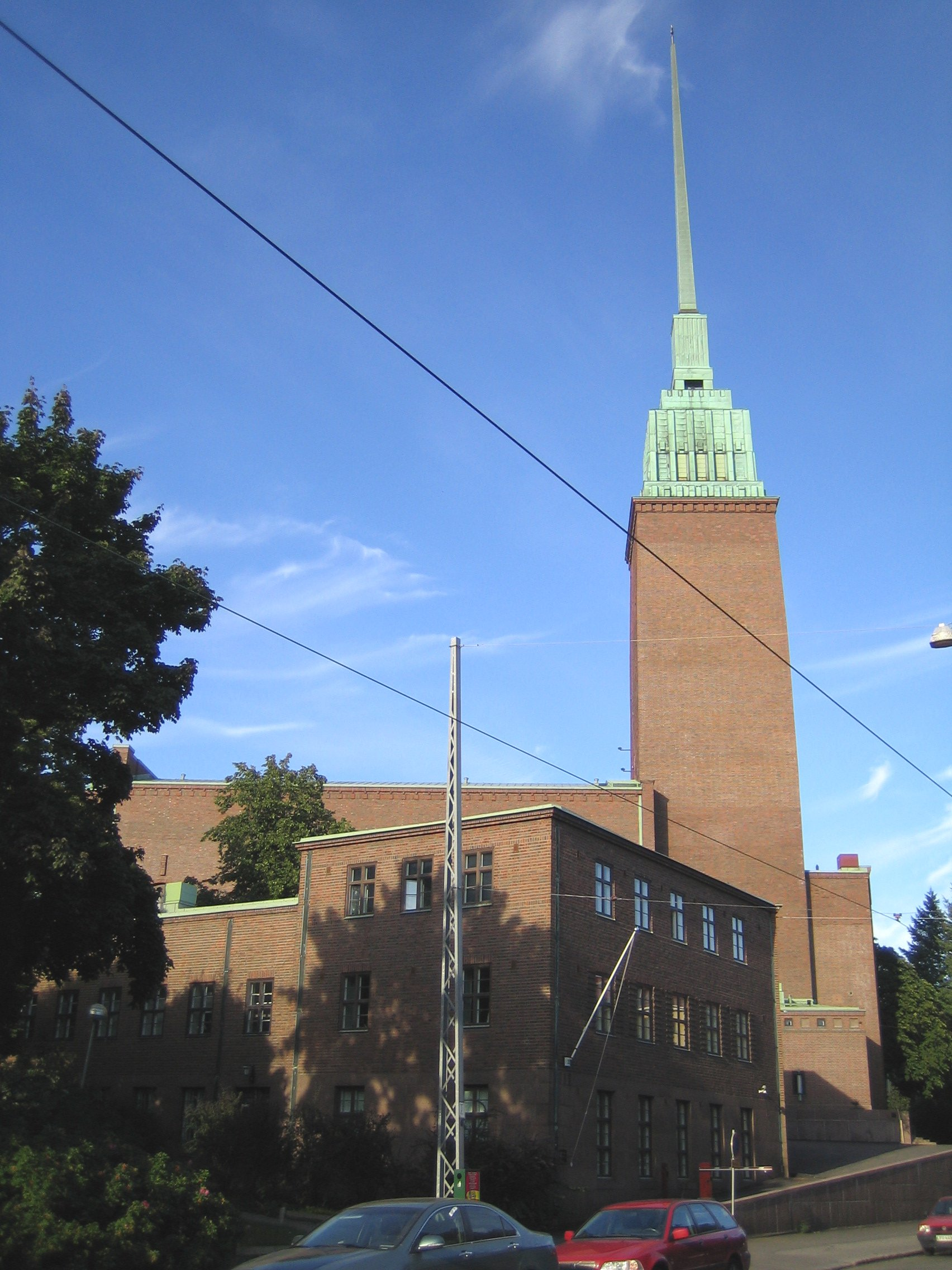